# Salvelinus murta
Salvelinus murta is een straalvinnige vissensoort uit de familie van de zalmen (Salmonidae). De wetenschappelijke naam van de soort is voor het eerst geldig gepubliceerd in 1908 door Saemundsson.